# Newcastle Emlyn Castle
Newcastle Emlyn Castle är ett slott i Storbritannien.   Det ligger i kommunen Carmarthenshire och riksdelen Wales, i den södra delen av landet, 300 km väster om huvudstaden London. Newcastle Emlyn Castle ligger 33 meter över havet.
Terrängen runt Newcastle Emlyn Castle är platt åt nordväst, men åt sydost är den kuperad. Newcastle Emlyn Castle ligger nere i en dal som går i öst-västlig riktning. Runt Newcastle Emlyn Castle är det ganska tätbefolkat, med 72 invånare per kvadratkilometer. Närmaste större samhälle är Cardigan, 14,5 km väster om Newcastle Emlyn Castle. Trakten runt Newcastle Emlyn Castle består i huvudsak av gräsmarker.